# بنیاد مأموریت آرچ
بنیاد مأموریت آرچ (انگلیسی: Arch Mission Foundation) یک سازمان غیرانتفاعی است که در سال ۲۰۱۵ با هدف ایجاد آرشیو فرهنگ بشریت در مکان‌های مختلف در سراسر جهان به منظور آگاهی‌بخشی به مردم در مورد فضا ایجاد شد. این بنیاد امیدوار است تا سال ۲۰۲۰، میلیون‌ها صفحه از ویکی‌پدیا را به ماه ارسال کند.